# Gianna Liani
Gianna Liani (Martignacco, 1946) è un'artista italiana.

## Biografia
Da sempre ha coltivato l'interesse per la pittura e il design. 
Le opere prodotte rimandano allo studio messo in atto dall'artista, rivolto prevalentemente a quelle correnti artistiche che attraverso i segni, le espressioni cromatiche, le hanno permesso di trasformare un linguaggio grafico, vivida espressione di segni, parole e sentimenti. Decorativismo e surrealismo si fondono in un discorso a tratti continuativo e a tratti pregno di differenze. André Breton ha inciso enormemente sulla sua produzione pittorica; attraverso il surrealismo, ella giunge alla fusione fra sogno e follia quotidiana compiendo una radicale critica della razionalità che tutto appiattisce e ingrigisce. Materia e sentimenti generano così i racconti dell'inconscio, dipinti attraverso i blu, i rossi, i gialli, tutti i colori primari e secondari, esplodenti in una sequenza di figure a volte fantastiche, delle quali si apprezza l'ecclettismo acceso. Da tali tematiche si comprende a pieno l'influsso delle correnti romantiche espresse da Eugène Delacroix o dai colori forti, presenti nel movimento delle figure o nell'assenza delle stesse, tipico dell'arte di Mario Schifano.
Le varie rappresentazioni vengono rese tramite molteplici tecniche, dalle più classiche, come la pittura ad olio e a tempera sino a giungere al graffito e alle composizioni materiche dei pannelli decorati. Uno studio approfondito è stato compiuto per la produzione della serie di nudi, con i quali l'artista ha effettuato incursioni nell'arte impressionista, sino ai dipinti di Gustav Klimt o alle influenze di Jean-Jacques Henner. Di notevole importanza è stata anche la personale conoscenza dello scultore americano del vetro Dale Chihuly e del fotografo nonché stilista, anch'esso degli Stati Uniti d'America, Helmut Newton. Negli ultimi anni è stata attratta e influenzata da Andy Warhol maestro e inventore della Pop Art e proprio a lui deve il suo continuo progredire verso la corrente della Pop Art trasformata anche in Ultra Pop Art. La si può quindi definire "artista a tutto tondo", ella che ha fatto della sua vita e della sua persona la più iridescente e sfaccettata opera d'arte.
Il lato multisfaccettato dell'artista viene espresso anche attraverso le creazioni materico-compositive per le quali è nota a livello internazionale. Vari sono stati i riconoscimenti che hanno dimostrato l'interesse da parte della critica e dei media per gli oggetti, creazioni dal gusto tra l'Art Nouveau e l'Ikebana; le sue produzioni, sono state presentate a varie fiere internazionali: Nuova Zelanda, Australia, California, New York, Los Angeles, Las Vegas, Dubai, Parigi, Londra e molte altre capitali mondiali; è stata invitata all'Accent on Design presso il Jacob Javits Convention Center negli Stati Uniti d'America. Grazie alle sue opere pittoriche, presentate in personali e collettive, ha ottenuto vari riconoscimenti fra i quali si citano: Leon d'Oro alla Biennale di Venezia (1995), Premio della Chambre de Commerce en Paris, Premio speciale presso l'esposizione di design e bricolage tenutasi a Palazzo Patriarcale di Venezia (2009); è stata inoltre chiamata ad esporre le sue creazioni all'interno della manifestazione Artistic Vision in Venice presso il Palazzo delle Prigioni a Venezia (2012). Nel 2015 è stata nuovamente chiamata ad esporre a Venezia, all'interno della manifestazione "Dreams and Visions in Venice", presso il centro d'arte San Vidal - U. C. A. I., saletta di San Zaccaria. Nel 2016 è stata premiata con l'inserimento nel Volume Enciclopedico "Martignà" dalla Società Filologica Friulana per le sue Opere Pittoriche e per le sue Poesie. Sala Congressi Martignacco (Udine). Nel 2018 ha ricevuto il Premio Internazionale Brunelleschi a Palazzo Ximènes Firenze per 'Opera "Display in Fashion" con Diploma conferitole dal Critico d'Arte Paolo Levi. Agosto 2018 Centro Accademico Maison d'Art Padova ha dedicata la copertina dell'Albo d'Oro dei Maestri d'Oggi a Gianna Liani con l'Opera Filomena, nella sezione Archivio Storico dell'Arte Italiana per la Fotografia Cinema e Teatro ci sono le Opere "Caterina" e "Zara", nella Sezione Ultra Pop Art in Progress c'è l'Opera "Francesca". Dal 14 al 20 Settembre 2018 Mostra Rapsodie Cromatiche, Esposizione presso Area Contesa Arte - Roma Via Margutta 90 conferimento Pergamena dedicata. Dal 28 al 30 Marzo 2019 Presentazione "Artisti" Annuario Internazionale d'Arte Contemporanea Mondadori Store d'Italia Spazio Espositivo WATT 37 Milano. Dal 8 al 16 Giugno 2019 Mantova Artexpo Biennale Internazionale d'Arte Contemporanea Museo Diocesano Francesco Gonzaga Presentazione Ufficiale dell'Evento con Philippe Daverio, Paolo Levi, Marco Rebuzzi, Sandro Serradifalco e Vittorio Sgarbi. Nel Luglio 2019 conferimento del Premio Cultura Identità per creatività talento e ricerca Teatro Civico La Spezia. Nel Marzo 2020 Mostra Collettiva XV Biennale dell'Amicizia e della Pace Palazzo Costanzi Trieste,
Dal 1989 è membro della Federazione Italiana degli Artisti nonché rappresentante per gli scambi culturali italo francesi presso la Societé des Amis des Arts; dal 1992 è membro dell'Unione Pittori e Artisti Friulani e dal 2004 è membro attivo del Centro Artistico Culturale "Il Colle" con sede a San Daniele del Friuli (Ud). Nel giugno 2005 il Ministero dello Sviluppo Economico di Roma le ha rilasciato il Brevetto M.S.E. con marchio registrato nella categoria "Arte e Design" n. 0001171127. Ha inoltre ottenuto vari riconoscimenti con suoi componimenti poetici, fra questi si ricordano il premio poesia "Dolores Poli Luciana", conferito dal Centro Culturale Artistico Veneziano, Venezia 1994 e nel 1983, il settimanale Confidenze, a seguito di una segnalazione per la migliore poesia ha pubblicato il componimento in versi dal titolo My Friend.

## Esposizioni e mostre
Si riportano solo alcune delle esposizioni e mostre, nazionali e internazionali, nelle quali sono state esposte le sue opere:
1989 luglio Personale di Pittura e Poesia "Il pensiero e l'Espressione" curata dal dott. Vito Sutto Terme di Lignano Riviera Udine
1989 ottobre-novembre. Collettiva "Societé des amis des arts", Lione, Francia
1990 ottobre. Personale alla Chambre de Commerce Italienne, Parigi, Francia. Premio della critica pubblicitaria
- 1992. Collettiva del VII Concorso di Pittura Estemporanea, Fratta Polesine, (Ro)
- 1992 luglio-agosto. Collettiva "Arte al Sole", Lignano Sabbiadoro (Ud)
- 1992 novembre-dicembre. Personale "Racconti immaginifici", Caffè Teatro, Gorizia
- 1993 gennaio. Personale presso la galleria d'arte " La Loggia", Udine
- 1993 maggio. Collettiva alla Chambre de Commerce italienne, Parigi, Francia
- 1993 Collettiva alla I Mostra Internazionale dell'Italia presso l'Acropilis, Nizza, Francia
- 1994 Collettiva "La Torre di Villa Manin", MACEF, Milano
- 1994 giugno-luglio. Collettiva Nazionale di Pittura, Scultura e Poesia, Palazzo Patriarcale, Venezia. "Premio speciale bricolage"
- 1995 giugno. Biennale di Venezia, evento collaterale Scuola Grande dei Lanieri "C.C.A.V.", Biennale di Venezia 1995. Ottiene il "Leon d'Oro"
- 1997 febbraio. Personale presso il Liceo Scientifico "A. Volta", Udine
- 1997. Collettiva Centro Artistico Culturale "Arte & Libertà" Mostra Nazionale e Internazionale Arti Visive. Premio Città di Avellino
- 1998. Collettiva “III Rassegna Internazionale Alpe Adria”, Gonars (Ud) dove ha ricevuto la “Medaglia d'Argento”
- 1998. Personale “Spazi di Città”, Comune di Udine VI Circoscrizione. I premio
- 1999. Collettiva “Verso il Giubileo 2000”, Pittori e Scultori Italiani a Venezia, Scoletta di San Zaccaria, Venezia
- 2000 marzo. Personale, “I colori del Cuore”, Circolo Culturale Novarte, Mestre (Ve)
- 2001 agosto. Personale, Moscon Center, San Francisco, Stati Uniti
- 2002 agosto. Personale, Jacob K. Javits Convention Center, Manhattan, New York, Stati Uniti
- 2002 luglio. Personale, Moscon Center, San Francisco, Stati Uniti
- 2003 febbraio. Collettiva, Centri Espositivi, Sydney, Australia e Auckland, Nuova Zelanda
- 2003 maggio. Personale, Florence Gift Mart, Fortezza da Basso, Firenze
- 2003 giugno. Personale, Nuovo spazio Espositivo, Varaždin, Croazia
- 2003 novembre-dicembre. Personale, Centro Esposizioni Milano Fiere, Milano
- 2004 gennaio. Collettiva, Palazzo Frangipane, Tarcento (Ud)
- 2004 giugno. Collettiva, Centro Espositivo, Los Angeles, Stati Uniti
- 2004 luglio. Personale, Nuovo Centro Esposizioni, Varaždin, Croazia
- 2004 novembre. Collettiva, “San Martino: l'autunno nell'Arte”, Chiesa Santa Maria dei Battuti, Cividale del Friuli (Ud)
- 2005 aprile - Maggio. Collettiva di Primavera, Villa Florio, Buttrio (Ud)
- 2005 maggio. Personale, "Italian Lifestyle in the Emirates", Centro Espositivo, Dubai, Emirati Arabi
- 2006 agosto. Personale, Pasut & Partners, Bratislava, Slovacchia
- 2006 maggio. Personale, "Italian Lifestyle in the Emirates", Centro Espositivo, Dubai, Emirati Arabi
- 2006. Personale, Torreano di Martignacco (Ud)
- 2009. Personale, "Il segno e il colore", Antenna Telefriuli
- 2009 giugno. Biennale di Venezia, 53ª Esposizione Internazionale d'Arte, Evento Collaterale: “Blue Zone” Galleria San Vidal, Venezia
- 2009 agosto. “Blue Zone”, 53ª Esposizione Internazionale d'Arte, Palazzo Veneziano, Malborghetto (Ud)
- 2009 settembre-ottobre. “Blue Zone”, 53ª Esposizione Internazionale d'Arte, Palazzo Frisacco, Tolmezzo (Ud)
- 2012 marzo. Collettiva, "Artistic Vision in Venice", rassegna di pittura, scultura e grafica, Palazzo delle Prigioni, Venezia]
- 2013 giugno. Biennale di Venezia, 55ª Esposizione Internazionale d'Arte, Il Palazzo Enciclopedico, Evento Collaterale: “OVERPLAY”, Venezia
- 2013 ottobre. Esposizione dell'opera "Rosso Lucente" con il patrocinio dell'Associazione Culturale Italo-Tedesca, Deutsch-Italienische Kulturgesellschaft, Prufungszentrum Goethe Institut, Dolceria delle Maschere, Venezia
- 2014 febbraio - marzo. Durante il carnevale veneziano alcune opere sono state presentate alla mostra "Venezia e Colonia a confronto - opere di Lidia Epshtein e Gianna Liani", Palazzo Albrizzi di Venezia patrocinata dal Consolato generale della Repubblica Federale di Germania con sede a Milano.
- 2015 12-15 maggio. Collettiva "Maison & Objet Americas", Convention Center Miami Beach, Florida, Stati Uniti.
- 2015 16-19 maggio. Collettiva "Italian Luxury Interiors in New York", ICFF - New York, Jacob K. Javits Convention Center, Manhattan, New York, Stati Uniti.
- 2015 giugno. Esposizione "Dreams and Visions in Venice", mostra introdotta dal prof. Giorgio Pilla, Scoletta di San Zaccaria, Venezia.
- 2016 ottobre. Presentazione Volume Enceclopedico della Società Filologica Friulana con la Raccolta di Testi, Arte, Cultura, Letteratura, Territori, Archeologia, Musica, Lingua, Storia, Gente, Società, Economia e Tradizioni del Comune di Martignacco (Udine).
- 2017 01-30 giugno. Mostra Personale al Relais Picaron Hotel - San Daniele del Friuli in provincia di Udine.
- 2017 03-17 giugno. Collettiva "Original Dreams" Arte Contemporanea, mostra presentata dal Critico d'Arte Gabriella Pastor presso il Salone d'Arte in via della Zonta 2 - Trieste.
- 2017 28 giugno 11 luglio. Collettiva "Original Dreams" Arte Contemporanea, mostra presentata dal Critico della Storia dell'Arte Francesca Catalano presso il Centro d'Arte San Vidal U.C.A.I.- Scoletta di San Zaccaria - Venezia.
- 2018 19 Gennaio Premio Internazionale Brunelleschi Collettiva a Palazzo Ximènes Firenze Riconoscimento dal Critico d'Arte Paolo Levi per l'Opera "Display in Fashion".
- 2018 16-18 Marzo Collettiva "Arte Donna" Creatività al Femminile - Vernice Art Fair Fiera Forlì - Opera in esposizione "FRANCESCA".
- 2018 14-20 Settembre Mostra Collettiva "Rapsodie Cromatiche" Esposizione presso Area Contesa Arte Roma Via Margutta 90 Opera "Filomena" Pop Art in Progress.
- 2018 04 Ottobre 2018 Mostra Internazionale d'Arte Mario Salvo su Pitturiamo il Network dei Pittori Contemporanei con pergamena dedicata al Maestro d'Arte Gianna Liani.
- 2018 10-14 Novembre Out Sint Jan Museum - Bruges Belgio Mostra Collettiva dedicata agli Artisti Italiani - Biennale Internazionale delle Fiandre - Premio Internazionale René Magritte, dedicato all'Opera "Filomena" Ultra Pop Art in Progress.
- 2019 28-30 Marzo Presentazione "ARTISTI" Annuario Internazionale d'Arte Contemporanea presente in tutti i Mondadori Store d'Italia. Mostra Collettiva presso Spazio Espositivo WATT 37 MILANO
- 2019 27 Aprile 5 Maggio "Prospettive di Colore" a Martignacco Exhibition in Villa Italia Patrimonio dell'Unesco Torreano di Martignacco Residenza di Re Vittorio Emanuele III per 2 anni e mezzo tra il 1915 ed il 1917, il Simbolo raffigura la Stella d'Italia.
- 2019 6-16 Giugno Exposicion "Sugerencias" a BCM Art Gallery Calle Bailen 134 Barcellona.
- 2019 8-18 Giugno Mantova Artexpo 2019 Biennale Internazionale d'Arte Contemporanea Mostra Collettiva al Museo Diocesano Francesco Gonzaga di Mantova Presentazione Ufficiale dell'Evento con Philippe Daverio. Paolo Levi, Marco Rebuzzi, Sandro Serradifalco e Vittorio Sgarbi.
- 2019 Luglio Premio Cultura Identità per creatività talento e ricerca Teatro Civico La Spezia.
- 2019 Settembre Mostra Collettiva "Interpretazioni Artistiche" presso il Salone dell'Arte a Trieste.
- 2020 Marzo Mostra Collettiva XV Biennale dell'Amicizia e della Pace Palazzo Costanzi Trieste.
- 2020 Ottobre Premio New York all'Artista Gianna Liani per aver valorizzato l'Arte e la Creatività Italiana Videoesposizione Gallery White Space Chelsea Manhattan New York
- 2021 Artisti 21 Annuario Internazionale d'Arte Contemporanea testi di Luca Beatrice, Angelo Crespi, Philippe Daverio, Vittorio Sgarbi. Mondadori Store.
- 2021 1-6 Maggio Premio Paris Artexpo Galleria Thuiller 13 Rue De Thorigny 75003 Paris Esposizione delle Opere partecipanti 1/6 Maggio 2021
- 2021 7 Maggio 25 Luglio Troisi poeta Massimo Mostra Collettiva Castel dell'Ovo Napoli prorogata fino al 25 Settembre 2021 - General Supervisor and family of Massimo Troisi the film producer Stefano Veneruso, coordinator Barbara Di Mattia, manager of our group of artists David Guido Pietroni in the session, Variartisti.
- 2021 Luglio Premio Internazionale Michelangelo Video Esposizione delle Opere ammesse al Premio Roma Centro Congressi 21/22 Luglio 2021 Art Now.
- 2021 31 Agosto 3 Settembre White Space Chelsea Gallery Premio Internazionale Città di New York.
- 2022 4-17 Marzo Galleria Arttime in Udine Esposizione Mostra DonnArte2 Critico d'Arte Luca Franzil.con Vernissage il 5 Marzo ore 17.30
- 2022/2023 Palazzo d'Avalos Procida 20/10/2022 - 06/01/2023 Il Postino dietro le quinte - I Volti di Massimo Troisi - Mostra a cura di Stefano Veneruso prorogata fino a 13/02/2023..

## Opere
Numerose sono le opere conservate presso privati ed Enti all'estero (Stati Uniti) e in Italia, volendo citare alcune città si ricorda: Manhattan, Chelsea, New York, Brooklyn, San Francisco, Newport Beach, Beverly Hills, Los Angeles, Hollywood, Nevada, Las Vegas, Colorado, Denver, Gran Kanyon, Florida, Naples, Miami, Miami Beach, Singapore, Sydney, Auckland, Dubai, Sharja Emirati Arabi, Parigi, Lione, Barcellona, Londra, Mosca, Varazdin Croazia, Bratislava, Bruxelles, Bruges-Belgio, Roma, Palermo, Napoli, Milano, Firenze, Forlì, Genova, Venezia, Mestre, Mantova, La Spezia, Padova, Udine, Lignano Sabbiadoro, Lignano Riviera, Grado, Jesolo, Trieste, Gorizia, San Daniele, Gonars, Buttrio, Cividale del Friuli, Martignacco, Malborghetto. Tolmezzo, Tarcento, Torreano di Martignacco. 